# 의령초등학교
의령초등학교는 대한민국 경상남도 의령군 의령읍 중동리에 있는 공립 초등학교이다.

## 연혁
- 1910년 4월 1일 의령공립보통학교 개교
- 1921년 4월 1일 6년제로 수업연한 연장
- 1938년 4월 1일 의령읍내공립심상소학교로 개칭
- 1941년 4월 1일 의령읍내공립국민학교로 개칭
- 1949년 10월 1일 의령국민학교로 개칭
- 1971년 9월 1일 남산국민학교로 12학급 분리, 24학급으로 편성
- 1981년 3월 21일 병설유치원 개원
- 1990년 2월 16일 교육방송실 개관
- 1993년 3월 15일 급식소 개관식, 전교생 급식 실시
- 1995년 4월 6일 예절실 신설(문갑, 화문석 등 150만원 기증 받음)
- 1995년 10월 21일 컴퓨터실 LAN 설치
- 1996년 3월 1일 의령초등학교로 개칭
- 1996년 5월 16일 수영부 창단
- 1997년 3월 29일 학교운영위원회 조직
- 1998년 4월 16일 도서실 개관과 어린이 방송국 개국
- 1999년 1월 31일 컴퓨터 학내 전산망 신설
- 1999년 6월 4일 한마음 교육활동 결연식(전남 무안군 일로초등학교)
- 2010년 4월 26일 ~ 27일 개교 100주년 기념행사
- 2012년 9월 1일 병설유치원 의령단설유치원으로 이전
- 2015년 3월 1일 제30대 박혜정 교장 취임
- 2017년 2월 17일 제104회 졸업식(졸업생 총 12,640명)